# Утемуратов, Булат Жамитович
Булат Жами́тович Утемура́тов (каз. Болат Жамитұлы Өтемұратов; 13 ноября 1957, Гурьев, Казахская ССР, СССР) — казахстанский государственный и общественный деятель, предприниматель, миллиардер, спортивный функционер и меценат.
Президент Федерации тенниса Казахстана, вице-президент и член Совета директоров Международной федерации тенниса (International Tennis Federation, ITF).

## Биография

### Ранние годы и образование
Родился 13 ноября 1957 года в городе Гурьеве Казахской ССР.
Учился в городе Кызыл-Орда в школе № 3 имени К. Е. Ворошилова, закончил 10 классов в 1975 году.
В 1981 году окончил Алма-Атинский институт народного хозяйства, экономист. После окончания института работал там же преподавателем, затем до 1986 года — в системе Алма-Атинского управления торговли.

### Государственная служба
В 1986—1990 годах — заместитель председателя Советского райисполкома.
В 1990—1992 годах работал начальником отдела, начальником управления Государственного комитета по внешнеэкономическим связям, затем — Министерства по внешнеэкономическим связям Республики Казахстан. В 1992 году был назначен генеральным директором Казахского торгового дома в Австрии. В 1993 году вернулся в Казахстан, работал заместителем министра внешнеэкономических связей РК (1993—1994), первым заместителем министра промышленности и торговли РК (1994—1995).
В 1996—1999 годах — Чрезвычайный и Полномочный Посол Республики Казахстан в Швейцарии, постоянный представитель при отделении ООН и других международных организациях в Женеве.
Занимал различные должности в Администрации Президента Республики Казахстан: с февраля 1999 по июнь 2003 года — помощник Президента РК по внешнеполитическим и внешнеэкономическим вопросам, с июня 2003 по март 2006 года — секретарь Совета безопасности РК, одновременно председатель Национальной комиссии по вопросам демократии и гражданского общества при Президенте РК (ноябрь 2004 — март 2006). С марта 2006 по декабрь 2008 года — управляющий делами Президента РК.
С июля 2007 года являлся членом политсовета Народно-демократической партии «Нур Отан». В январе 2022 года, когда были внесены изменения в состав политсовета «Нур Отан» и высший представительный орган партии обновился на 55 % — Утемуратов покинул политсовет партии, как и некоторые другие бизнесмены.
С декабря 2008 по март 2013 являлся внештатным советником Президента РК, с мая 2010 по март 2013 — специальным представителем Президента РК по вопросам сотрудничества с Кыргызской Республикой.

### Коммерческая деятельность
Булат Утемуратов — один из крупнейших предпринимателей Казахстана. Его первый крупный проект — это развитие «АТФ Банка» и его успешная продажа итальянской группе UniCredit (1995 по ноябрь 2007). За этот период банк вырос из небольшого финансового учреждения в крупную мультирегиональную и мультипродуктовую финансовую группу со 160 отделениями и 8-миллиардным балансом.
После кризиса 2009 года создаёт банки: Kassa Nova — первый в Казахстане микрокредитный банк и ForteBank — банк для бизнеса.
В мае 2014 года ФНБ «Самрук-Казына» завершил сделку по продаже бизнесмену Булату Утемуратову принадлежащей ему доли в Темірбанке и части своих акций в Альянс Банке. Фонд продал 79,88 % простых акций АО «Темірбанк» на сумму 35,7 млрд тенге, а также 16 % простых и привилегированных акций в АО «Альянс Банк» на сумму 1,5 млрд тенге. Дополнительно АО «Темірбанк» за счет нераспределенной прибыли 2010—2012 годов выплатил АО «Самрук-Қазына» дивиденды в размере 9,1 млрд тенге. В результате сделки АО «Самрук-Қазына» сохранил контрольный пакет акций АО «Альянс Банк» с 51 % простых и привилегированных акций, а Булат Утемуратов стал контролирующим акционером в АО «Темірбанк». Комментируя сделку Утемуратов отметил:
Завершение сделки по приобретению контрольного пакета акций «Темірбанк» и миноритарного пакета акций «Альянс Банка» является ключевым шагом в процессе восстановления этих банков. В отношении «Альянс Банка» совместно с Фондом «Самрук-Қазына» ведутся тщательные и всесторонние переговоры с представителями кредиторов банка по реструктуризации его внешних обязательств с целью прочного восстановления капитала банка. Со своей стороны, я готов участвовать в восстановлении „Альянс Банка“ путём вливания капитала „Темірбанка“ и их будущего слияния.Булат Утемуратов
В конце 2014 года Альянс Банк объединился с Темірбанком и АО «ForteBank», продолжив работу под единым брендом ForteBank. АО «ForteBank» является одним из ведущих казахстанских банков и успешно работает на рынке банковских услуг уже более 10 лет. Банк располагает разветвленной филиальной сетью, которая насчитывает 21 филиал и более 100 отделений. В январе 2025года ForteBank разместил на Венской бирже и AIX пятилетние еврооблигации на сумму $400 млн с купонной ставкой 7,75% годовых. Это был первый выпуск еврооблигаций от казахстанских частных банков за последние 12 лет. В мае 2025 года банк зашел на международный рынок синдицированных займов и привлёк $200 млн от 14 международных банков из Европы, Ближнего Востока и Латинской Америки. 27 июня 2025 года АО «ForteBank» сообщил о достижении принципиальной договоренности с акционерами АО «Home Credit Bank» (Казахстан) о приобретении 100% акций банка АО «Home Credit Bank» (Казахстан).
Булат Утемуратов является ключевым акционером в проектах группы «Верный Капитал».
1 декабря 2020 года газета The Wall Street Journal опубликовало статью о заморозке английским судом активов Булата Утемуратова стоимостью до 5 млрд долларов  США по иску БТА Банка. Это сообщение было растиражировано многими казахстанскими и международными СМИ. Согласно информации, опубликованной на сайте группы компаний «Верный Капитал» от 9 декабря, приказ английского суда о наложении ограничительных мер на активы Булата Утемуратова снят. «Основанием для урегулирования иска БТА Банка против Булата Утемуратова и связанных с ним лиц и компаний является договоренность о предоставлении документов, подтверждающих непричастность Булата Утемуратова и связанных с ним лиц и компаний к делу об отмывании денежных средств, выведенных Мухтаром Аблязовым, его соучастниками и связанными с ними лицами и компаниями из БТА Банка», — говорится в сообщении.

## Состояние
По данным журнала Forbes, занимает 979 место в мировом списке миллиардеров 2025 года, с состоянием в 3,7 млрд долларов США.

## Деятельность в сфере спорта
В августе 2007 года Булат Утемуратов был избран президентом Федерации тенниса РК. Наряду с поддержкой профессиональных спорстменов и юниоров, приоритетными задачами Федерации тенниса в Казахстане являются программы Baby Tennis и «Теннис до десяти». Создана Академия тенниса Team Kazakhstan — учебное заведение интернатского типа, где проходят подготовку будущие члены национальной сборной по теннису. Мужская сборная по теннису трижды выходила в четвертьфинал Кубка Дэвиса (2011, 2013, 2014),  женская сборная играет в Мировой группе Кубка Федерации.
С 2015 года Булат Утемуратов входит в состав Совета Директоров Международной федерации тенниса (ITF) и комитета Кубка Дэвиса, а также активно участвует в развитии мирового тенниса. Награжден премиями Международной федерации тенниса и Азиатской федерации тенниса за выдающиеся успехи в развитии тенниса в Казахстане.
В сентябре 2019 года Булат Утемуратов был переизбран в члены Совета Директоров Международной Федерации тенниса (ITF), а также назначен на пост вице-президента организации. В декабре 2023 года он был переизбран на пост вице-президента Международной федерации тенниса (ITF) на новый четырехлетний срок. В октябре 2019 года Федерацией тенниса Казахстана был организован благотворительный матч Новака Джоковича и Рафаэля Надаля в Астане.
Начиная с 2020 года в Казахстане ежегодно проводится международный турнир по теннису серии ATP250 (c 2020 по 2023 гг. – Astana Open; с 2024 г. – Almaty Open).

## Общественная и благотворительная деятельность
В 2014 году был учрежден Фонд Булата Утемуратова. Сферы деятельности Фонда включают в себя следующие направления:
- программа «Аутизм. Мир один для всех» — в 12 городах Казахстана успешно функционируют аутизм-центры «Асыл Мирас» для детей с расстройством аутистического спектра — Астана, Алматы, Усть-Каменогорск, Кызылорда, Актобе, Уральск, Шымкент, Петропавловск, Тараз,  Караганда, Павлодар и Семей[22].
- оказание финансовой помощи пострадавшим при чрезвычайных ситуациях в партнерстве с Обществом Красного Полумесяца[23];
- поддержка проектов Ассоциации родителей детей с ДЦП Арди;
- проект «Баламекен» по строительству жилья для многодетных и малообеспеченных семей[24][25] — в рамках проекта «Баламекен» Фонд Булата Утемуратова построил дома для 100 малообеспеченных многодетных семей в Кызылорде. Стоимость реализации этого проекта составила 450 миллионов тенге[26]. В Арыси прошло вручение ключей от 50 новых домов местным жителям, лишившимся жилья во время взрыва на складе боеприпасов в июне 2019 года. Дома рассчитаны на 100 семей. Фонд выделил на эти цели 850 миллионов тенге[27]. В мае 2020 года Булат Утемуратов выделил 6 млн долларов США для строительства 150 новых домов для пострадавших от наводнения жителей Махтааральского района Туркестанской области[28]. В мае 2025 года Фонд Булата Утемуратова передал 500 квартир на общую сумму в 10,5 миллиарда тенге акимату Астаны для нуждающихся в жилье казахстанцев[29].
- реконструкция Ботанического сада Алматы)[30]. В мае 2020 года в рамках рабочей поездки в Алматы президент РК К.Токаев посетил Ботанический сад и дал высокую оценку проекту реконструкции сада, стоимость которого составила 15 миллионов долларов США[31];
- поддержка Фонда имени Батырхана Шукенова.

В 2021 году Фонд запустил два новых проекта — «Зеленые школы» в 36 школах Алматы и Астаны, где были установлены современные круглогодичные теплицы для выращивания овощей и зелени, а так же проект Jas Leader Akademiiasy. Более 40 000 школьников из 17 регионов Казахстана освоили навыки лидерства и командной работы, научились эффективно выражать свои мысли и проявлять внимание к другим. Для расширения охвата программы проект Jas Leader Akademiiasy будет передан крупнейшим сертифицированным образовательным организациям страны, что позволит ещё большему числу учеников и учителей пройти аналогичное обучение в будущем..
Кроме того, в 2023-2024 гг. было завершено строительство масштабных благотворительных проектов, среди которых –  общеобразовательная школа в г. Косшы (2023 г.), две общеобразовательные школы в г. Есик и пос. Шелек Алматинской области (2024 г); новый аэропорт в г. Кызылорда (2024 г.). Необходимо отметить, что все указанные объекты были построены и оснащены в соответствии с высокими международными стандартами и безвозмездно переданы в коммунальную собственность государства. В марте 2025 года состоялось открытие первого в Казахстане многофункционального комьюнити-центра в городе Косшы. Общая площадь центра — 8,5 тысячи квадратных метров, одновременно он может принимать до 1000 человек. Проект стоимостью 20 миллионов долларов безвозмездно передан на баланс города.
В 2024 году группа Булата Утемуратова выделила около 12 млрд тенге на ликвидацию последствий масштабных паводков в Казахстане. На эти средства было приобретено жилье для более чем 500 пострадавших семей из Актюбинской и Акмолинской областей.
Всего за 10 лет работы Фондом Булата Утемуратова инвестировано более 98,4 млрд тенге в благотворительные проекты в Казахстане.  Деятельность Фонда была отмечена наградами Европейской бизнес-ассоциации Казахстана (Eurobak) и Американской торговой палаты в Казахстане (AmCham).

## Социальная и экологическая ответственность
Компания принадлежащая бизнесмену позиционирует себя через СМИ как экологически ответственную, 12 марта 2019 года организовала встречу-обсуждение по вопросу загрязнения воздуха и экологии. Его благотворительный фонд завершил проект реконструкции Ботанического Сада Алматы Ботанический сад после реконструкции был показан Президенту К. Токаеву. Затраты на реконструкцию составили 15 млн долларов США.
В апреле 2025 года Программа ООН "Академическое влияние" (United Nations Academic Impact) официально объявила о назначении Университета Нархоз вице-председателем хаба по Цели устойчивого развития № 16: "Мир, правосудие и эффективные институты". 
В 2019 году Федерации тенниса Казахстана городской акимат отвел участок под строительство теннисного центра в «Карагандинском Центральном парке». Общественность, жители и экологические активисты подняли волну возмущения и в ответ на это Федерация тенниса выступила с заявлением о готовности переноса места предполагаемой стройки. В итоге горожанам удалось отстоять принадлежащий государству участок парковой территории и произрастающие на нём деревья. Для теннисного центра ФТК решило подыскать другое место. Новом местом для строительства был определен мкр. Юго-Восток. На отведенном участке был теннисный центр, построенный Федерацией тенниса за счет благотворительных средств. Инвестиции в строительство составили около 2, 2 млрд тенге. Открытие теннисного центра состоялось в ноябре 2020 года.
В 2019 году в рамках тендера, проведенного городским акиматом в Павлодаре, АО «ForteBank» приобрел право временного пользования (аренды) на участок сквера «Денсаулык» в городе Павлодар для строительства здания филиала. Возмущенные жители и экологи выступили категорически против уничтожения и застройки сквера. Общественных слушаний по вопросу застройки сквера как требует закон не проводилось, только после возмущений общественности, слушания решили провести 16 мая. Участок сквера без проведения общественных слушаний всё же был огорожен и 9 апреля началась незаконная вырубка деревьев. Передаче участка сквера под застройку, не помешал и тот факт, что в 2012 году сквер «Денсаулык» за счет бюджетных средств был капитально благоустроен к приезду президентов Назарбаева и Путина в преддверии IX форума межрегионального сотрудничества.
Форте банк провел компенсационную высадку новых деревьев из расчета 1 к 15 (около 500 деревьев), 15 апреля 2019 года.

## Награды
- Орден «Первый Президент Республики Казахстан — Лидер Нации Нурсултан Назарбаев» (2007)
- Орден «Барыс» 2 степени (2021)[55]
- Орден Достык 2 степени (2014)[56]
- Орден «Курмет» (2002)[57]
- Звание «Почётный гражданин Алматы» (18 сентября 2020 года)[58]
- Почётный гражданин Кызылординской области
- Награжден премиями Международной федерации тенниса и Азиатской федерации тенниса за выдающиеся успехи в развитии тенниса в Казахстане (2017)[59]
- Благотворитель года премии «Алтын Жүрек» (2018)[60]
- Обладатель премии «Жомарт Жүрек» (2018) в номинации «Жыл тұлғасы», учрежденной Министерство общественного развития РК.
- Обладатель премии "Меценат года" (2023 г.) за выдающиеся проекты в социальной сфере[61]

## Семья
Супруга — Утемуратова (Байшуакова) Ажар Абжамиевна.
Дети — сыновья Алидар Утемуратов (1979 года рождения) и Ануар Утемуратов (1983 года рождения), дочь — Динара (2003 года рождения).